# Beringius kennicottii
Beringius kennicottii är en snäckart som först beskrevs av Dall 1871.  Beringius kennicottii ingår i släktet Beringius och familjen valthornssnäckor. Inga underarter finns listade i Catalogue of Life.